# 彭百顯
彭百顯（1949年6月14日—），臺灣政治人物，南投縣國姓鄉人，無黨籍，前民主進步黨立法委員，1999年921大地震時任南投縣縣長。美國IAE國際學士院經濟學博士，現任國家展望文教基金會董事。

## 生平
彭百顯為南投政壇名人彭華英家族子孫（非曾孫）。1968年從臺灣省立臺中第二中學（今國立臺中第二高級中學）高中部畢業後，進入文化大學經濟學系就讀，並於文化大學經濟學研究所取得碩士學位。往後彭百顯除了在文化大學經濟系任職之外，也在國立中興大學法商學院（今國立臺北大學）任教，且出任文化大學銀行系系主任。之後彭百顯受聘為臺灣省合作金庫高級專員；於美國國際學士院大學（INTERNATIONAL ACADEMY OF EDUCATION）取得經濟學博士。
1986年民主進步黨成立後，彭百顯於南投縣參選國大代表，僅以三千票之差距落敗；1989年彭百顯參選末代增額立法委員並且當選，接著於1992年、1995年獲得連任。擔任立法委員期間獲得甚高評價，曾獲選1993年《天下雜誌》「新世代領導者」；歷年國會記者評鑑中，彭百顯也獲得「預算審查表現」第一名與「專業素養」的第一名，與許添財都是民進黨內的財經智囊。在陳定南參選臺灣省省長與彭明敏參選總統時，彭百顯也是重要的輔選幹部。

### 南投縣縣長
1997年彭百顯未受民進黨提名參選南投縣長，便退黨參選南投縣長，擊敗中國國民黨提名的許惠祐與民進黨提名的林宗男。1998年，彭百顯出任新國家連線召集人。1999年的921大地震中，南投縣受創嚴重，彭百顯開始進行救災工作；為了獲得重建經費，於2000年中華民國總統大選中支持連戰。2001年1月12日，彭百顯由於涉及貪污罪名受到南投地檢署聲請羈押獲准、遭羈押61天，並且被求處有期徒刑20年，一直到2004年11月下旬才由臺灣高等法院判決無罪。
2002年6月15日，在當時財經立法促進社會長吳東昇邀請下，彭百顯在立法院表示，臺灣是一個主權國家，只要做好「有效管理」，不應害怕三通；三通可以使臺灣國際化、可以提升臺灣的國際地位、可以幫助臺灣加入聯合國；若臺灣害怕三通，將給中華人民共和國政府更多藉口認定臺灣是中華人民共和國的一省；在三通談判上，他主張臺海兩岸政府都有權行使各自的國家主權，暫時拋棄「含蓋對方」的主權主張，以「港對港」、「內對內」方式進行三通。
2008年1月4日，彭百顯在「挺台聯，正本土」記者會提出「新黨外運動」、「新臺灣人運動」，主張認同臺灣者都是新臺灣人，臺灣應該要有第三勢力，由台灣團結聯盟（台聯）精神領袖李登輝擔任第三勢力精神領袖，以台聯為第三勢力平台。
2010年3月13日，李登輝民主協會舉行成立大會，彭百顯出任李登輝民主協會首任秘書長。
2011年2月24日，彭百顯擔任國家展望文教基金會中國研究中心產業組召集人。
2011年7月14日，中華民國最高法院判決，彭百顯涉及的多項921重建工程弊案無罪定讞；同月28日，彭百顯在南投召開說明會感謝鄉親十一年來含淚相挺，南投縣長李朝卿到場致意並說「老天有眼」。
2014年10月，彭百顯表態支持受民進黨提名參選南投縣長的李文忠。
2017年7月27日，彭百顯接任台銀證券獨立董事；不到4個月，隨即轉任台灣銀行獨董。
2018年5月，彭百顯公開支持民進黨南投縣長參選人洪國浩。
2019年9月17日，喜樂島聯盟宣布推薦前副總統呂秀蓮參選2020年總統大選，副手為彭百顯。2019年10月17日，彭百顯批評，競選連任的總統蔡英文強調台灣價值，綁架台灣人民，把台灣綁架成她的財產；如果換他來代表民進黨，他絕對不會宣稱台灣價值是他說了算，因為不同政黨有不同的台灣價值。

## 著作
- 《你可以相信政府會用錢：81年度中央政府總預算診斷書》（現代學術研究基金會，1991年）
- 《台灣改造經濟學：經濟在台灣民主化過程的角色》（前衛出版社，2012年）
- 《大歲月：臺灣政治經濟500年》（宇河文化，2018年）
- 《彭百顯的回歸：921啟示錄》（宇河文化，2021年）

## 外部連結
- 《民報》彭百顯專欄 （页面存档备份，存于）
- 臺中二中校友 彭百顯簡介 （页面存档备份，存于）
- 開南大學財務金融學系暨研究所 彭百顯副教授簡介

| 中華民國政府職務      | 中華民國政府職務                                    | 中華民國政府職務      |
| --------------------- | --------------------------------------------------- | --------------------- |
| 南投縣政府            |                                                     |                       |
| 前任： 林源朗         | 南投縣縣長 第十三屆 1997年12月20日－2000年11月4日   | 繼任： 賴英芳（代理） |
| 前任： 賴英芳（代理） | 南投縣縣長 交保後復職 2001年1月13日－2001年12月20日 | 繼任： 林宗男         |